# 小行星2853
小行星2853（2853 Harvill）是一颗围绕太阳公转的小行星。1963年9月14日，印第安纳大学在摩根县发现了此天体。
該小行星以天文贊助者理查德·A·哈維爾（Richard A. Harvill）命名。
这颗小行星的绝对星等为201.9446264063633等。